# 12-й всероссийский чемпионат по тяжёлой атлетике
12-й всероссийский чемпионат по тяжёлой атлетике прошёл 11 — 13 марта 1908 года в Санкт-Петербурге на арене Атлетического общества. В соревнованиях приняли участие шесть спортсменов, все они представляли Петербург. Атлеты соревновались без разделения на весовые категории. Участники выступали в трёх тяжелоатлетических дисциплинах (жим, рывок и толчок), каждое из которых выполнялось левой, правой и обоими руками. Победитель определялся по сумме мест во всех упражнениях, без подсчёта итоговой суммы. В рамках чемпионата прошли также соревнования по фехтованию, борьбе и французскому боксу.
| Место | Участник        | Жим (кг) | Жим (кг) | Жим (кг) | Толчок (кг) | Толчок (кг) | Толчок (кг) | Рывок (кг) | Рывок (кг) | Рывок (кг) |
| ----- | --------------- | -------- | -------- | -------- | ----------- | ----------- | ----------- | ---------- | ---------- | ---------- |
| Место | Участник        | левой    | правой   | двумя    | левой       | правой      | двумя       | левой      | правой     | двумя      |
| 1     | Иван Леонидов   | 85,8     | 94,2     | 106,5    | 90,0        | 91,0        | 127,0       | 61,5       | 65,5       | 90,0       |
| 2     | Георгий Дёмин   | 73,7     | 77,3     | 90,1     | 71,3        | 77,3        | 98,2        | 65,5       | 73,7       | 81,9       |
| 3     | Николай Колосов | -        | 90,1     | 101,9    | -           | 81,9        | 102,3       | 65,5       | 73,7       | 88,7       |